# Госи
Госи (яп. 郷士 го:си) — обозначение для сельских самураев в Японии средневековой и нового времени, низшей категории мелкопоместного дворянства.

## История
Кланы и роды госи появились в Японии не позднее XV столетия (например, госи уезда Кога) и из них набирались тогда как наёмные солдаты, так и ниндзя. В период Эдо, то есть с начала XVII столетия, госи — уже оформившееся феодальное сословие, постоянно проживающее в деревне, владеющее поместьями на правах держания (у крупных феодалов и князей-даймё). В основном земли, которые жаловались госи, были целинными, находились в граничных областях — на юге острова Кюсю и на острове Сикоку. Земля, как правило, частично сдавалась испольщикам в аренду мелкими участками, частично обрабатывалась крестьянами как барщина.
Кроме службы сюзерену, помещики-госи несли административно-чиновничью службу, занимали полицейские должности; они также вели торгово-ростовщические операции, создавали производства по переработке продуктов сельского хозяйства. Ряды госи пополнялись за счёт зажиточных крестьян, получивших право на наследственную фамилию и ношение меча. К концу периода Эдо (середина XIX века) увеличилось число госи, сумевших купить этот статус. После появления в Японии нового аграрного законодательства в 1872—1873 годах, госи (наряду с наиболее зажиточным крестьянством — гоно) составили основу сословия «новых помещиков».